# Kẽm sulfat
Kẽm sulfat là một hợp chất vô cơ có công thức ZnSO4 và là chất bổ sung trong chế độ ăn uống. Là một chất bổ sung nó được sử dụng để điều trị chứng thiếu kẽm và ngăn ngừa các triệu chứng ở những người có nguy cơ cao. Tác dụng phụ có thể bao gồm đau bụng dưới, nôn mửa, đau đầu, và mệt mỏi.
Nó có 3 muối ngậm nước. Nó được biết đến như là "vitriol trắng". Tất cả các dạng muối ngậm nước khác nhau đều là chất rắn không màu. Dạng muối ngậm 7 phân tử nước là dạng thường gặp nhất.

## Hợp chất khác
ZnSO4 còn tạo một số hợp chất với NH3, như ZnSO4·2NH3·H2O, ZnSO4·4NH3·2H2O và ZnSO4·4NH3·4H2O đều là tinh thể trong suốt hay ZnSO4·5NH3 là chất rắn màu trắng.
ZnSO4 còn tạo một số hợp chất với N2H4, như ZnSO4·2N2H4 là chất rắn màu trắng.
ZnSO4 còn tạo một số hợp chất với CO(NH2)2, như ZnSO4·CO(NH2)2·7H2O là tinh thể hình kim trong suốt.
ZnSO4 còn tạo một số hợp chất với CON3H5, như ZnSO4·2CON3H5 là tinh thể màu trắng, tan ít trong nước và axit sulfuric.
ZnSO4 còn tạo một số hợp chất với CS(NH2)2, như ZnSO4·2CS(NH2)2 hay ZnSO4·3CS(NH2)2 đều là tinh thể không màu.
ZnSO4 còn tạo một số hợp chất với CSN3H5, như ZnSO4·2CSN3H5 là tinh thể màu trắng.